# Klatenberge
Das Naturschutzgebiet Klatenberge liegt im Kreis Warendorf in Nordrhein-Westfalen. Das etwa 36,2 ha große Gebiet, das im Jahr 2008 unter Naturschutz gestellt wurde, erstreckt sich nördlich der Kernstadt Telgte direkt an der am westlichen Rand vorbeiführenden Landesstraße L 811. Östlich und südlich verläuft die B 51, westlich fließt die Ems.
Die Unterschutzstellung erfolgt insbesondere
- zur Erhaltung, Entwicklung und Wiederherstellung von Lebensgemeinschaften und Lebensstätten mit den darauf angewiesenen Tier- und Pflanzenarten
- zur Erhaltung und Entwicklung einer Wacholderheide und zur Förderung von Arten und Gesellschaften der Sandmagerrasen
- als wertvoller Biotop für eine spezialisierte Flora und Fauna auf Binnendünen der Ems
- wegen der Einzigartigkeit des Dünenstandortes mit kulturhistorischer und wissenschaftlicher Bedeutung
- wegen der Seltenheit, besonderen Eigenart und hervorragenden Schönheit des Gebietes